# Eueana simplaria
Eueana simplaria là một loài bướm đêm trong họ Geometridae.